# Epiplema integrata
Epiplema integrata är en fjärilsart som beskrevs av Achille Guenée 1852. Epiplema integrata ingår i släktet Epiplema och familjen Uraniidae. Inga underarter finns listade i Catalogue of Life.